# Santo Antônio de Jesus (gemeente)
Santo Antônio de Jesus is een gemeente in de Braziliaanse deelstaat Bahia. De gemeente telt 103.342 inwoners (schatting 2017).

## Aangrenzende gemeenten
De gemeente grenst aan Aratuípe, Conceição do Almeida, Dom Macedo Costa, Laje, Muniz Ferreira, São Felipe, São Miguel das Matas en Varzedo.

## Verkeer en vervoer
De plaats ligt aan de noord-zuidlopende weg BR-101 tussen Touros en São José do Norte. Daarnaast ligt ze aan de wegen BA-026 en BA-497.

## Geboren
- Ernesto de Souza Andrade Júnior, "Netinho" (1966), zanger